# Ключевское (сельское поселение, Удмуртия)
Ключевское — упразднённое муниципальное образование со статусом сельского поселения в Кезском районе Удмуртии Российской Федерации.
Административный центр — посёлок Кез (в состав не входит).
Законом Удмуртской Республики от 26 апреля 2021 года № 29-РЗ к 9 мая 2021 года упразднено в связи с преобразованием муниципального района в муниципальный округ.

## История
Статус и границы сельского поселения установлены Законом Удмуртской Республики от 19 ноября 2004 года № 66-РЗ «Об установлении границ муниципальных образований и наделении соответствующим статусом муниципальных образований на территории Кезского района Удмуртской Республики».

## Население
| 2010 | 2012 | 2013 | 2014 | 2015 | 2016 | 2017 |
| ---- | ---- | ---- | ---- | ---- | ---- | ---- |
| 981  | ↘974 | ↘960 | ↗962 | ↘948 | ↘906 | ↘884 |
| 2018 | 2019 | 2020 |      |      |      |      |
| ↘864 | ↗870 | ↘830 |      |      |      |      |

## Состав сельского поселения
| № | Населённый пункт | Тип населённого пункта | Население |
| - | ---------------- | ---------------------- | --------- |
| 1 | Верх-Сыга        | деревня                | ↘97       |
| 2 | Верх-Уди         | деревня                | ↘60       |
| 3 | Камыжево         | деревня                | ↗144      |
| 4 | Квасер           | деревня                | ↘33       |
| 5 | Ключевское       | деревня                | ↘120      |
| 6 | Малый Пужмезь    | деревня                | ↘24       |
| 7 | Матысьлуд        | деревня                | ↘19       |
| 8 | Пажман           | починок                | ↘160      |
| 9 | Пужмезь          | деревня                | ↘317      |